# Xã Island Grove, Quận Gage, Nebraska
Xã Island Grove (tiếng Anh: Island Grove Township) là một xã thuộc quận Gage, tiểu bang Nebraska, Hoa Kỳ. Năm 2010, dân số của xã này là 105 người.